# Geranomyia diversa
Geranomyia diversa är en tvåvingeart som beskrevs av Osten Sacken 1860. Geranomyia diversa ingår i släktet Geranomyia och familjen småharkrankar. Inga underarter finns listade i Catalogue of Life.